# Wall Street
Wall Street és el nom d'un carrer al baix Manhattan, a l'est de Broadway i costa avall de l'East River. Considerat com a cor històric del districte financer, és la principal i permanent llar de la borsa de Nova York.
El nom es remunta als temps de Nova Amsterdam, ja que en aquest carrer es trobava un cèrcol que els colons holandesos van construir per a defensar-se. Encara que aquesta muralla va desaparèixer, el nom del carrer segueix recordant-la.
El terme Wall Street és usat per a fer referència tant al mercat financer nord-americà com a institucions financeres. Curiosament, la majoria de les firmes financeres de la metròpoli no cotitzen a Wall Street, sinó en altres mercats més específics o petits a Manhattan, Fairfield County, Connecticut, o Nova Jersey.
El nom del carrer deriva del fet que, durant el segle xvii, va constituir el límit nord de Nou Amsterdam. Allí, els holandesos havien construït una paret de fusta i llot en 1652. La paret significava una defensa contra el possible atac dels indis Lenape - colonitzadors de New England - i dels britànics, però en realitat va ser usada per a guardar als esclaus negres de la colònia i que no escapessin. La paret va ser desmuntada pels britànics el 1699.
A la fi del segle xviii, existia un arbre just al peu de Wall Street on intermediaris financers i especuladors es reunien per a comerciar informalment. Açò va ser l'origen de la Borsa de Comerç de Nova York.
El Wall Street Journal, anomenat així en referència al carrer, és un periòdic d'una influent empresa internacional i és publicat diàriament a la Ciutat de Nova York. Durant anys, tenia la major circulació dels periòdics dels Estats Units, encara que actualment és segon després de l'USA Today. És propietat de Dow Jones & Company.